# Perronkap

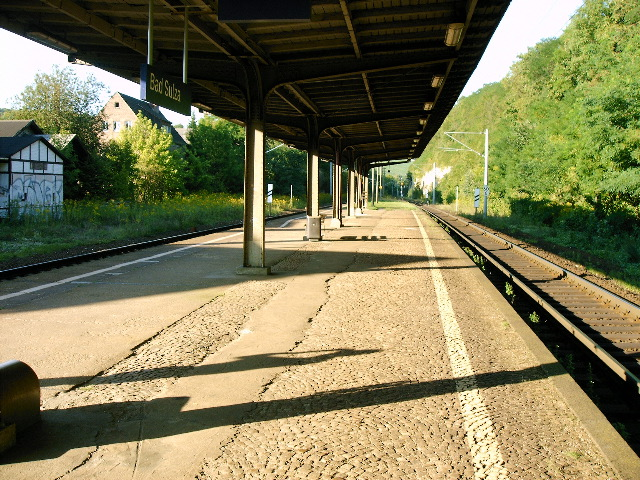
Perronkap

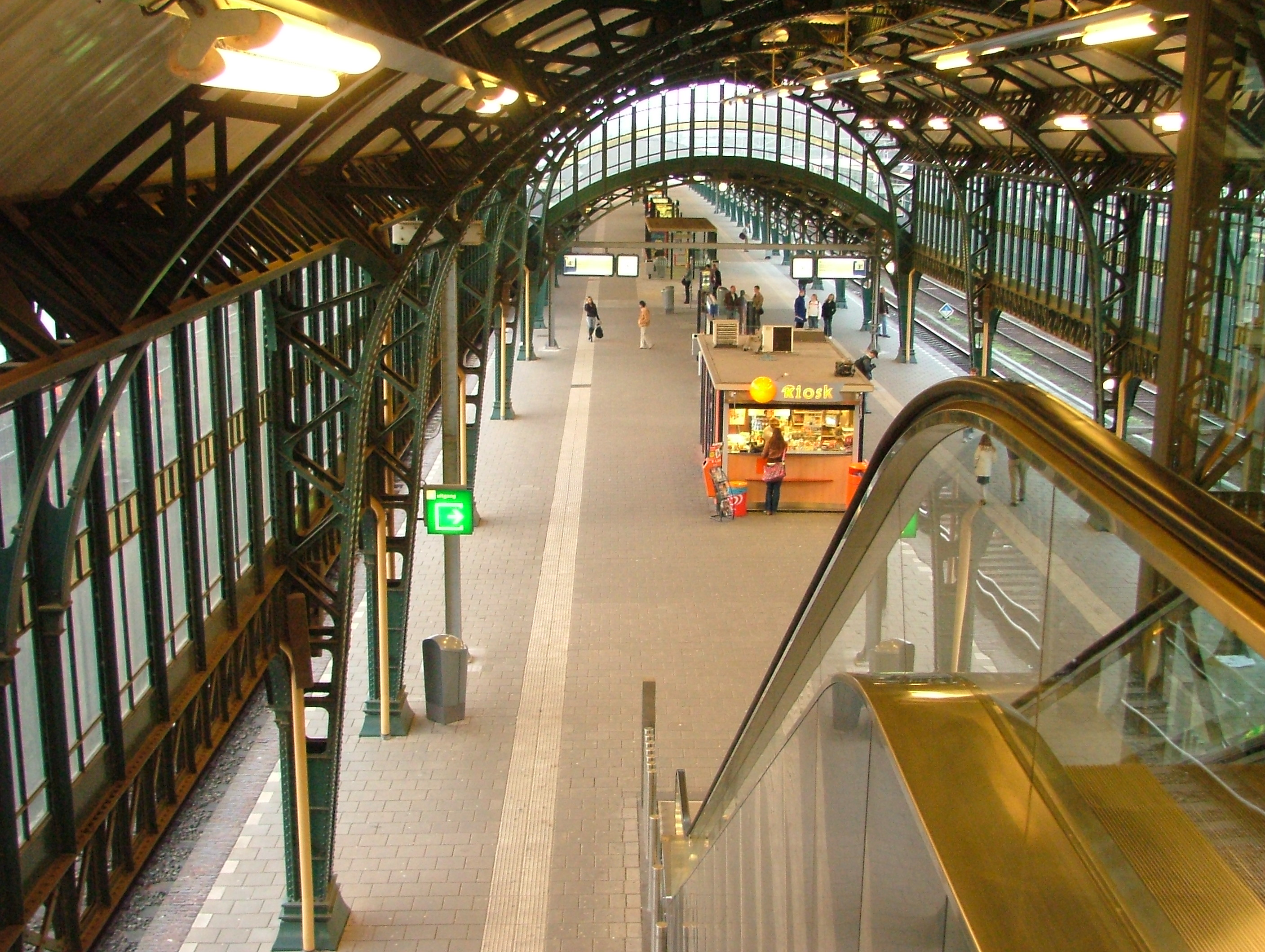
De perronkap van 's-Hertogenbosch.

Een perronkap is de overkapping van een perron op een treinstation. In sommige grotere stations worden daarmee niet alleen de perrons overkapt maar ook de tussenliggende sporen, in veel gevallen wordt dan daarom gesproken van een stationskap, zie daarvoor het betreffende lemma (ook voor de informatie omtrent de oudste en de grootste stationskap). 
In Nederland zijn negentiende-eeuwse perronkappen bewaard op onder andere Station Groningen en Station 's-Hertogenbosch; in België had het Station Gent-Sint-Pieters tot aan de verbouwing van de 21e eeuw (op minstens een perron) nog een klassieke perronkap uit het begin van de 20e eeuw. Station Antwerpen-Berchem heeft bijvoorbeeld gewone perronkappen. Voor grotere perronkappen in België die tevens de sporen overspannen (zowel klassieke als moderne), zie ook het lemma stationskap.